# Floren aragoński

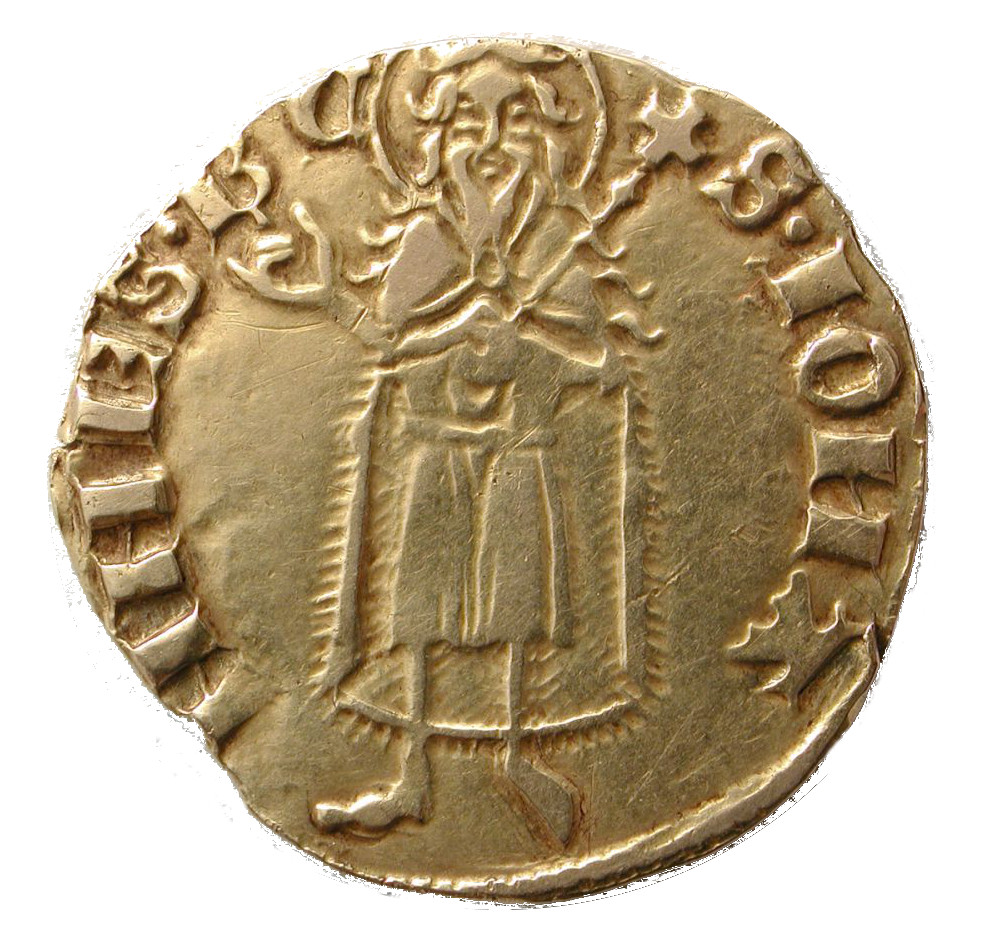
Floren Piotra IV z lat 169-72 bity w Saragossie (awers)

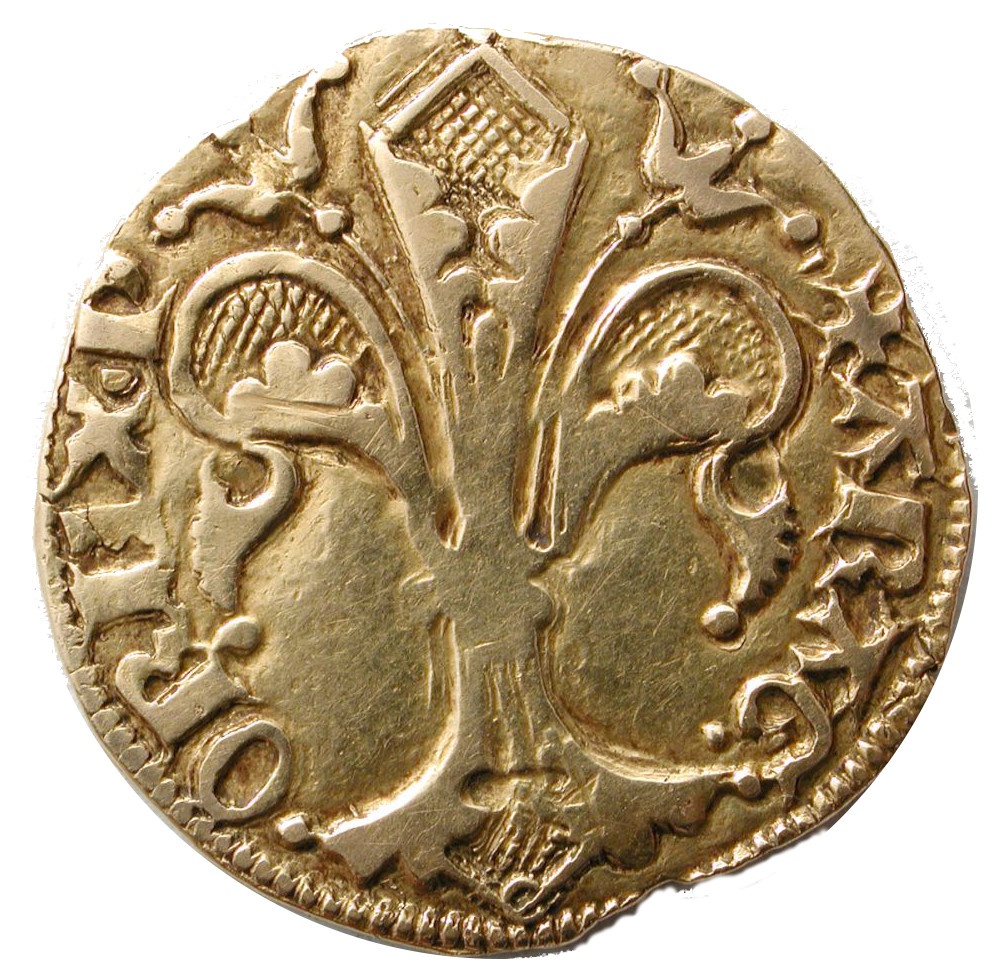
Floren (rewers)

Floren aragoński (hiszp. florín aragonés) – złota moneta średniowieczna władców Aragonii.
Moneta z kruszcu szlachetnego wprowadzona w 1346 przez Piotra IV na wzór oryginalnej monety florenckiej. Na stronie licowej nosiła przedstawienie św. Jana Chrzciciela, a na odwrocie – stylizowanego kwiatu lilii, będąc w istocie wiernym naśladownictwem florena, ale z inskrypcją ARAGO REX. Bita z 16-karatowego złota, średnią wagą 3,42 g prawie odpowiadała pierwowzorowi (3,35 g). Miała pełnić rolę wartościowej monety kruszcowej wspólnej dla wszystkich ziem korony aragońskiej. W tej zasadniczej postaci (z nieznacznymi modyfikacjami) emitowano ją za Jana I i następców, aż do panowania Ferdynanda II Katolickiego, choć wymieniana jest jeszcze w dokumentach XVIII-wiecznych.
Wytwarzana była w mennicach poza Aragonią (z wyjątkiem Saragossy): najważniejsze emisje pochodzą z Perpignan, gdzie bito ją na podstawie dokumentu królewskiego wydanego 7 sierpnia 1346. Poza tym w Barcelonie, Gironie, Tortosie i Walencji.  Oznaczane są one hełmem (dla Perpignan), rozetą (dla Barcelony), wieżą (Tortosa), koroną (Walencja), literą M (Majorka), a także R, K, znakiem miecza, półksiężyca, orła dwugłowego, barana, wież (nieokreślone); wyjątkowe emisje z Saragossy oznaczano literą Ç[aragoça].